# Steve Huffman
Steve Huffman còn được biết đến với tên người dùng Reddit spez, là một nhà phát triển web và doanh nhân Mỹ. Anh là người đồng sáng lập và CEO của Reddit, một trang web tin tức xã hội và thảo luận, được xếp hạng trong 20 trang web hàng đầu trên thế giới. Anh cũng đồng sáng lập trang web vé máy bay công cụ tìm kiếm Hipmunk.

## Tiểu sử
Steve Huffman lớn lên ở Warrenton, Virginia. Năm 8 tuổi, anh bắt đầu lập trình máy tính. Năm 2001, anh tốt nghiệp Trường Wakefield ở The Plains, Virginia. Tại Đại học Virginia (UVA), anh học ngành khoa học máy tính, tốt nghiệp năm 2005.